# ティオン・バル駅
ティオン・バル駅（ティオン・バルえき、英語 : Tiong Bahru MRT Station）は、シンガポールにある、MRT東西線の地下駅。

## 駅構造
島式1面2線のホームを持つ駅。
| A | ■東西線 | パシール・リス・チャンギ・エアポート方面 |
| B | ■東西線 | ブーン・レイ・ジュロン・イースト方面     |

## 駅周辺
- DON DON DONKI Tiong Bahru Plaza店（2023年12月1日オープン[1]）

## 歴史
- 1988年3月12日 開業